# Communauté de communes de l'Auzance et de la Vertonne
La communauté de communes de l’Auzance et de la Vertonne (CCAV) est une ancienne structure intercommunale à fiscalité propre française située dans le département de la Vendée et la région des Pays de la Loire.
Créée le 1er janvier 1994, elle disparaît le 31 décembre 2016 à la suite de la création des Sables-d’Olonne-Agglomération, entité résultant de la fusion de la communauté de communes avec celle des Olonnes et du rattachement de la commune de Saint-Mathurin.

## Histoire
L’intercommunalité est créée par l’arrêté préfectoral du 24 décembre 1993 autorisant la création de la communauté de communes de l’Auzance et de la Vertonne. Il prend effet au 1er janvier 1994.

## Territoire

### Composition
Elle comprend les trois communes suivantes :
| Nom                    | Code Insee | Gentilé  | Superficie (km2) | Population (dernière pop. légale) | Densité (hab./km2) |
| ---------------------- | ---------- | -------- | ---------------- | --------------------------------- | ------------------ |
| L’Île-d’Olonne (siège) | 85112      | Îlais    | 19,23            | 2 710 (2015)                      | 141                |
| Sainte-Foy             | 85214      | Foyens   | 15,62            | 2 017 (2015)                      | 129                |
| Vairé                  | 85298      | Vairéens | 28,12            | 1 633 (2015)                      | 58                 |

### Siège
Le siège de la communauté de communes se situe au 5, rue des Artisans, à L’Île-d’Olonne.

### Géographie
La communauté de communes de l’Auzance et de la Vertonne est située à l’ouest du département de la Vendée. Géographiquement, elle appartient au Bas Bocage, dans le Bocage vendéen.
Elle est traversée par l’Auzance et la Vertonne.

### Administration
Dépendant administrativement de la sous-préfecture des Sables-d’Olonne, les communes de l’intercommunalité appartiennent toutes au canton de Talmont-Saint-Hilaire depuis le 2 avril 2015.
Avant le redécoupage cantonal, elles formaient, avec celles de la communauté de communes des Olonnes, le canton des Sables-d’Olonne.

## Fonctionnement

### Compétences
Les compétences de la communauté de communes concernent : 
- l’environnement et le cadre de vie ;
- les aspects sanitaires et sociaux ;
- le développement et l’aménagement économique ;
- la voirie ;
- le développement touristique.

### Budget et fiscalité
| Postes                                                                                                 | 2007      | 2008      | 2009      | 2010      | 2011      | 2012        | 2013        |
| --- | --------- | --------- | --------- | --------- | --------- | ----------- | ----------- |
| Produits de fonctionnement                                                                             | 780 000 € | 854 000 € | 839 000 € | 853 000 € | 953 000 € | 1 082 000 € | 1 067 000 € |
| Charges de fonctionnement                                                                              | 572 000 € | 589 000 € | 675 000 € | 677 000 € | 666 000 € | 859 000 €   | 829 000 €   |
| Ressources d’investissement                                                                            | 216 000 € | 204 000 € | 203 000 € | 409 000 € | 653 000 € | 233 000 €   | 2 570 000 € |
| Emplois d’investissement                                                                               | 200 000 € | 185 000 € | 318 000 € | 508 000 € | 461 000 € | 335 000 €   | 2 120 000 € |
| Dette                                                                                                  | 132 000 € | 110 000 € | 90 000 €  | 76 000 €  | 149 000 € | 136 000 €   | 1 417 000 € |
| Source : ministère de l’Économie et des Finances (à partir des comptes individuels des collectivités). |           |           |           |           |           |             |             |

### Participation à d’autres groupements
| Groupement | no SIREN    | Type |
| --- | ----------- | ---- |
| Syndicat mixte du pays des Olonnes | 258 502 848 | SMF  |
| Syndicat départemental d’énergie et d’équipement de la Vendée | 200 042 489 | SMF  |
| Syndicat mixte de la piste routière des cantons de La Mothe-Achard et Palluau | 258 502 889 | SMF  |
| Syndicat mixte du schéma d’aménagement et de gestion des eaux (SAGE) de l’Auzance, de la Vertonne et des cours d’eau côtiers pour la réalisation des études liées à l’élaboration du SAGE | 258 503 226 | SMF  |
| Syndicat mixte du pôle touristique international Vendée-Côte de Lumière | 258 503 234 | SMF  |
| Syndicat mixte départemental d’études et de traitement des déchets ménagers et assimilés de la Vendée (Trivalis)                                                                          | 258 502 962 | SMF  |

## Représentation

### Présidents
| Période      | Période          | Identité            | Étiquette | Qualité                           |
| ------------ | ---------------- | ------------------- | --------- | --------------------------------- |
| Hiver 1994   | 3 avril 2008     | Christian Villemain | DVD       | Maire de Sainte-Foy (1983-2008)   |
| 3 avril 2008 | 31 décembre 2016 | Jean-Paul Dubreuil  | DVD       | Maire de Sainte-Foy (depuis 2008) |

### Conseil communautaire
Le nombre de conseillers communautaires est attribué en fonction de la démographie de chaque commune :
- 4 délégués pour les communes de 1 000 à 1 999 habitants (Sainte-Foy et Vairé) ;
- 6 délégués pour les communes de plus de 2 000 habitants (L’Île-d’Olonne).

En outre, le même nombre de délégués suppléants est prévu pour chaque municipalité dans l’administration de la communauté de communes.

## Démographie
| 1999  | 2006  | 2012  |
| ----- | ----- | ----- |
| 4 179 | 5 581 | 6 139 |

## Identité visuelle
| Logotype de la communauté de communes de l’Auzance et de la Vertonne | La communauté de communes de l’Auzance et de la Vertonne s’est dotée d’un logotype. |